# Allons à Lafayette
Allons à Lafayette e una canción incluida en la cara B de un sencillo de 78 rpm grabado por Joe Falcon y Cléoma Breaux el 27 de abril de 1928. La canción está basada en una melodía tradicional más antigua llamada "Jeunes gens campagnard". Es considerada la primera grabación comercial de una pieza o canción cajún.
En el año 2013 ingresó al salón de la fama de los premios Grammy

## Contenido

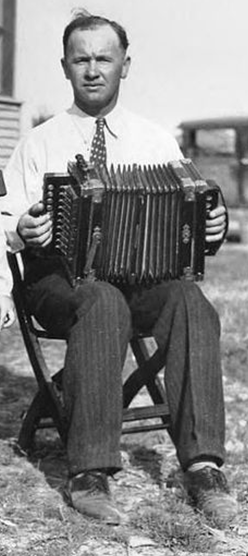
Joe Falcon in 1934

La canción relata la historia de un hombre que pide a su pareja que vaya a Lafayette, Luisiana y cambie su nombre por otro más seductor, Mrs. Mischievous Comeaux.

## Historia
La grabación se desarrolló en Nueva Orleans por el sello Okeh Records y fue publicado por Columbia. La pieza interpretada por Joe Falcon y su esposa, Cléoma Breaux seguía la estructura rítmica del baile cajún de dos dos pasos. Su éxito sorprendió a la joven industria musical estadounidense al demostrar que había interés por la música tradicional del pantano de Luisiana.
La música cajún es género híbrido estadounidense; una mezcla de melodías interpretadas con violines del siglo XVII mezclada con aportes rítmicos e instrumentales de músicos alemanes y africanos con los que convivían los artistas cajún en Luisiana. Además del violín, tradicionalmente suelen acompañar esta música un característico acordeón, guitarras, y una tabla de lavar y frotar la ropa, que se suele tocar con dos cucharas para hacer ritmos. La música cajún ha influido tanto en la música country como en el rock 'n' roll, y ha dado origen a una música francesa negra llamada zydeco.
Joe y Cléoma dieron forma a su sonido tocando bailes locales. Joe tocaba el acordeón, mientras que Cléoma tocaba una peculiar guitarra de percusión. Ambos se turnaban para cantar. Esta grabación, con su sugerente letra y su ritmo swing, los hizo famosos en los Estados Unidos.

## Versiones
Varios músicos grabaron la canción. Después de 1957, Randy y The Rockets lanzaron la canción pop del pantano "Lets Do the Cajun Twist" usando el mismo tema y melodía. En 1990, una versión de la banda holandesa Captain Gumbo alcanzó el número 30 en la lista oficial de singles de música holandesa.